# 于格一世 (沙蒂永)
于格一世（法語：Hugues Ier de Châtillon，約1198年—1248年2月9日），聖波勒伯爵，高歇爾三世之子，藉由婚姻成為布盧瓦伯爵。

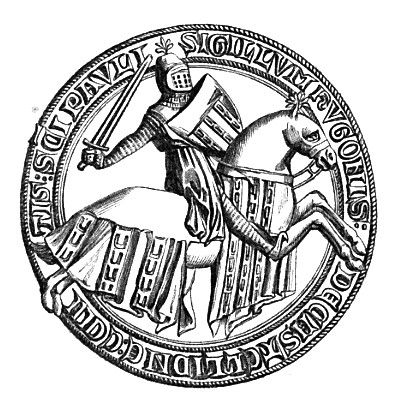

## 家庭
1226年，于格一世與布盧瓦女伯爵阿凡斯內的瑪麗結婚，兩人共有三個兒子
1. 若望一世（—1280年）
2. 居伊三世（—1289年）
3. 高歇爾（—1261年）